# Park Chae-rim

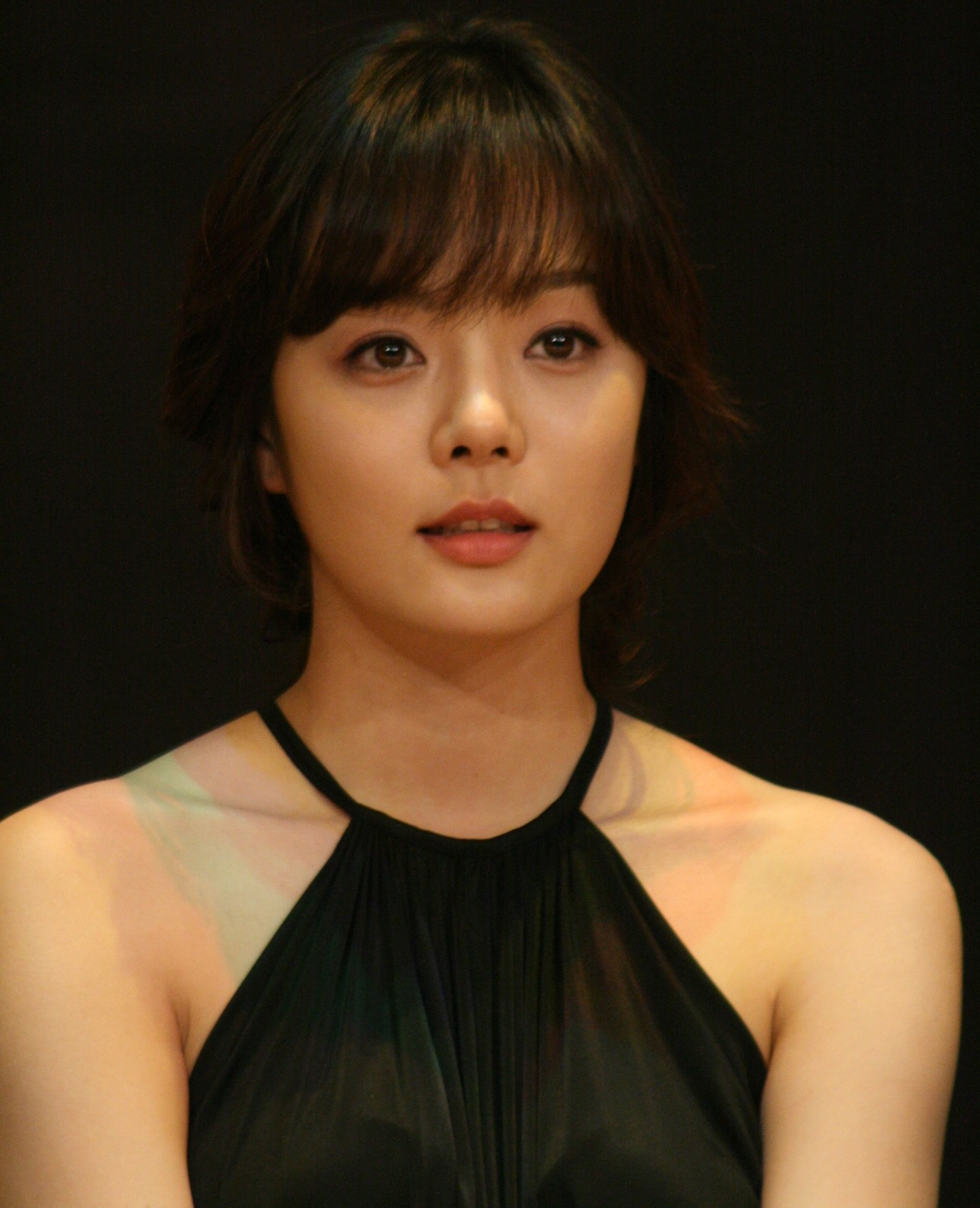
Chae-rim

Chae Rim (nguyên danh Park Chae Rim / Phác Thái Lâm, tiếng Hàn: 박채림, sinh ngày 28 tháng 3 năm 1979) là một nữ diễn viên Hàn Quốc.

## Sự nghiệp
Chae Rim ra mắt lần đầu vào năm 1994. Cô diễn trong nhiều phim truyền hình và trở nên nổi tiếng với vai diễn trong các bộ phim Tình yêu trong sáng và Mùa xuân của Đạt Tử trong thập niên 2000. Danh tiếng của cô lan rộng và trở thành ngôi sao của Làn sóng Hàn Quốc tại Trung Quốc và Đài Loan qua nhiều bộ phim đóng tại đây.
Chae Rim cũng đồng dẫn chương trình Music Camp của đài MBC từ năm 1999 đến năm 2000. Năm 2010, cô quay về màn ảnh nhỏ trong chương trình Oh! My Lady chung với nam ca sĩ Siwon của nhóm nhạc Super Junior. Đây là một phim hài lãng mạn về một ngôi sao hàng đầu sống cùng một nữ quản lý 35 tuổi đang cố kiếm tiền để giành quyền nuôi con tại tòa.

## Đời tư
Chae Rim kết hôn với ca sĩ Lee Seung-Hwan vào ngày 24 tháng 5 năm 2003. Ngày 31 tháng 3 năm 2006, công ty quản lý Cloud Fish của Lee ra thông báo về việc ly hôn của vợ chồng Chae Rim, theo đó hai người đã ly thân từ tháng 12 năm 2005 do sự khác biệt về tính cách.
Năm 2014, cô kết hôn với một diễn viên Trung Quốc tên Cao Tử Kỳ (1981). Đám cưới được tổ chức ở cả Trung Quốc, Hàn Quốc, lần lượt vào các ngày 14 và 23/10.

## Các phim đã tham gia
Truyền hình
- Oh My Lady (SBS, 2010) với Choi Siwon
- Good Job (MBC, 2009) với Um Ki-joon
- Powerful Opponents (KBS2, 2008)
- My Bratty Princess 2 - Công chúa bướng bỉnh 2 (Trung Quốc, 2008)
- Dal Ja's Spring (KBS2, 2007)
- Kang Xi Mi Shi as He She Li (BTV, 2006)
- Lost City in Snow Heaven (2006, cameo)
- Princess Sheng Ping - Túy đả kim chi (Trung Quốc, 2005) với Trương Gia Huy
- Warriors of the Yang Clan - Dương Môn Hổ Tướng (2004) với Tô Hữu Bằng
- Oh! Pil Seung And Bong Soon Young (KBS2, 2004)
- Love at The Aegean Sea - Tình trong biển tình, (CTS, 2004) với Tô Hữu Bằng
- On the Prairie (KBS2, 2003)
- We Are Dating Now (SBS, 2002)
- Four Sisters - Bốn chị em gái (MBC, 2001)
- Cheers For The Women (SBS, 2000)
- All About Eve - Tình yêu trong sáng (MBC, 2000) với Jang Dong Gun
- Air Force (MBC, 2000)
- I'm Still Loving You - Em mãi yêu anh (MBC, 1999) với Kam Woo-sung
- Kaist (SBS, 1999)
- Lost One’s Way / The Song of Hope (1999)
- Shy Lover (MBC, 1998)
- Jump (1998) (phim hài tình huống)
- As We Live Our Lives - sahl da bo myun (KBS, 1998)
- My Mother's Daughters - umma eul ddal (SBS, 1998)
- Ban Buhl Ee (MBC, 1997)
- A Daughter's Choice - ddal eul sun taek (MBC, 1996)
- Journey - gal chae (1994)
- Warm River (1994)

## Giải thưởng
- 2007 KBS Drama Awards: Nữ diễn viên xuất sắc nhất (Dal-ja's Spring)
- 2007 China BQ Awards: Sao Châu Á được yêu thích nhất
- 2006 China Annual Golden TVS Awards: Sao quốc tế ảnh hưởng nhất
- 2000 SBS Drama Awards: Ảnh hưởng
- 1999 MBC Drama Awards: Ảnh hưởng
- 1999 MBC Drama Awards: Cặp đôi đẹp nhất
- 1999 Baeksang Arts Awards: Diễn viên truyền hình mới xuất sắc (I'm Still Loving You)
- 1998 MBC Drama Awards: Diễn viên mới xuất sắc